# Ikast-Brande Arena
Sportscenter Ikast (Hal A: IBF Arena - tidl. Ikast Hallen) er en idrætshal i Ikast, bygget i 1968, der dels benyttes af håndboldklubben Ikast Håndbold og dels til kulturelle formål. Indeholder også et motionscenter, cafe, mødefaciltier, Lounge, kontorlokaler, m.m. Det er desuden et stemmested til både folketingsvalg og kommunalvalg.